# Feuilleea pallida
Feuilleea pallida là một loài thực vật có hoa trong họ Cucurbitaceae. Loài này được (E. Fourn.) Kuntze mô tả khoa học đầu tiên năm 1891.